# Pico Duarte
De Pico Duarte is de hoogste berg van de Dominicaanse Republiek, en tevens van de Caraïben. Hij ligt in het beschermd natuurgebied Armando Bermúdez (803km² groot, IUCN-categorie II, Nationaal park) in het gebergte Cordillera Central, in het midden van het land. De berg is 3098 meter hoog.
De berg werd voor het eerst beklommen door Robert Schomburgk in 1851.
De berg is genoemd naar vrijheidsstrijder Juan Pablo Duarte. Als onderdeel van zijn persoonsverheerlijking veranderde dictator Rafael Trujillo de naam van deze berg in Pico Trujillo. Nadien werd die naamswijziging teruggedraaid.

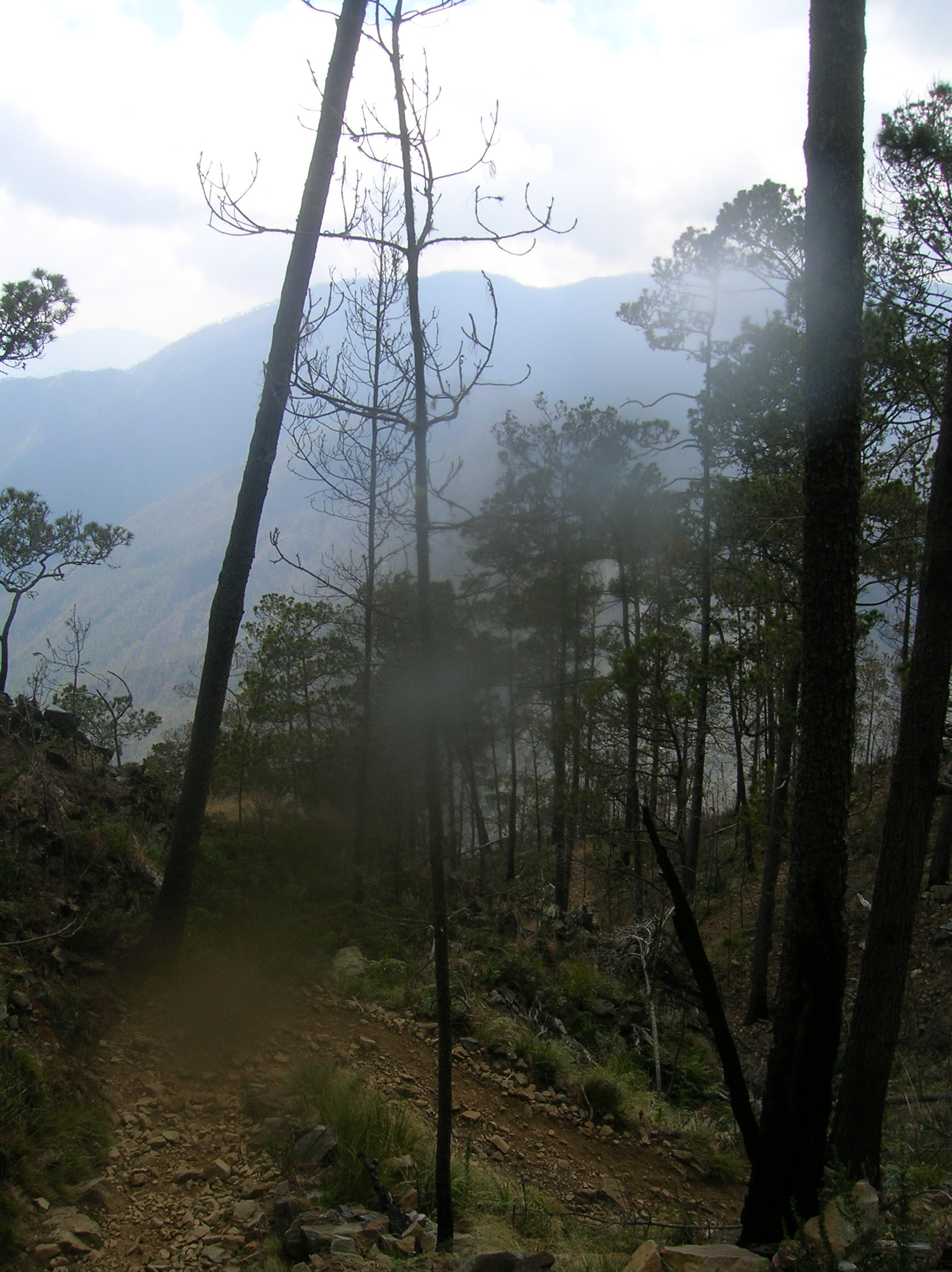
Landschap op weg naar de top

- Library of Congress Control Number: sh98003221
- Nationale Bibliotheek van Israël: 987007530208405171
- Virtual International Authority File: 315528372